# قائمة قرارات مجلس الأمن التابع للأمم المتحدة لعام 1994
تتضمن قائمة قرارات مجلس الأمن التابع للأمم المتحدة لعام 1994 جميع القرارات الصادرة عن مجلس الأمن التابع للأمم المتحدة خلال العام 1994.

## القائمة
| رقم القرار | الرمز           | نص القرار                         | موضوع القرار |
| ---------- | --------------- | --------------------------------- | --- |
| 893        | S/RES/893(1994) | نص الوثيقة على موقع الأمم المتحدة | الحالة برواندا |
| 894        | S/RES/894(1994) | نص الوثيقة على موقع الأمم المتحدة | مسألة جنوب أفريقيا |
| 895        | S/RES/895(1994) | نص الوثيقة على موقع الأمم المتحدة | الحالة في الشرق الأوسط |
| 896        | S/RES/896(1994) | نص الوثيقة على موقع الأمم المتحدة | الحالة في جورجيا |
| 897        | S/RES/897(1994) | نص الوثيقة على موقع الأمم المتحدة | الحالة في الصومال |
| 898        | S/RES/898(1994) | نص الوثيقة على موقع الأمم المتحدة | الحالة في موزامبيق |
| 899        | S/RES/899(1994) | نص الوثيقة على موقع الأمم المتحدة | الحالة بين العراق والكويت |
| 900        | S/RES/900(1994) | نص الوثيقة على موقع الأمم المتحدة | الحالة في جمهورية البوسنة والهرسك |
| 901        | S/RES/901(1994) | نص الوثيقة على موقع الأمم المتحدة | الحالة في جورجيا |
| 902        | S/RES/902(1994) | نص الوثيقة على موقع الأمم المتحدة | الحالة في قبرص |
| 903        | S/RES/903(1994) | نص الوثيقة على موقع الأمم المتحدة | الحالة في أنغولا |
| 904        | S/RES/904(1994) | نص الوثيقة على موقع الأمم المتحدة | الحالة في الشرق الأوسط |
| 905        | S/RES/905(1994) | نص الوثيقة على موقع الأمم المتحدة | الحالة في هايتي |
| 906        | S/RES/906(1994) | نص الوثيقة على موقع الأمم المتحدة | الحالة في جورجيا |
| 907        | S/RES/907(1994) | نص الوثيقة على موقع الأمم المتحدة | إقرار جدول الأعمال |
| 908        | S/RES/908(1994) | نص الوثيقة على موقع الأمم المتحدة | قوة الأمم المتحدة للحماية |
| 909        | S/RES/909(1994) | نص الوثيقة على موقع الأمم المتحدة | الحالة المتعلقة برواندا |
| 910        | S/RES/910(1994) | نص الوثيقة على موقع الأمم المتحدة | الاتفاق الموقع يوم 4 نيسان/أبريل 1994 بين حكومتي تشاد والجماهيرية العربية الليبية بشأن الطرق العملية لتنفيذ حكم محكمة العدل الدولية الصادر بتاريخ 3 شباط/فبرابر 1994 |
| 911        | S/RES/911(1994) | نص الوثيقة على موقع الأمم المتحدة | الحالة في ليبيري |
| 912        | S/RES/912(1994) | نص الوثيقة على موقع الأمم المتحدة | الحالة المتعلقة برواندا |
| 913        | S/RES/913(1994) | نص الوثيقة على موقع الأمم المتحدة | الحالة في جمهورية البوسنة والهرسك |
| 914        | S/RES/914(1994) | نص الوثيقة على موقع الأمم المتحدة | قوة الأمم المتحدة للحماية |
| 915        | S/RES/915(1994) | نص الوثيقة على موقع الأمم المتحدة | الاتفاق الموقع يوم 4 نيسان/أبريل 1994 بين حكومتي تشاد والجماهيرية العربية الليبية بشأن الطرق العملية لتنفيذ حكم محكمة العدل الدولية الصادر بتاريخ 3 شباط/فبرابر 1994 |
| 916        | S/RES/916(1994) | نص الوثيقة على موقع الأمم المتحدة | الحالة في موزامبيق |
| 917        | S/RES/917(1994) | نص الوثيقة على موقع الأمم المتحدة | المسألة المتعلقة بهايتي |
| 918        | S/RES/918(1994) | نص الوثيقة على موقع الأمم المتحدة | الحالة المتعلقة برواندا |
| 919        | S/RES/919(1994) | نص الوثيقة على موقع الأمم المتحدة | مسألة جنوب أفريقيا |
| 920        | S/RES/920(1994) | نص الوثيقة على موقع الأمم المتحدة | أمريكا الوسطى: الجهود المبذولة من أجل السلم |
| 921        | S/RES/921(1994) | نص الوثيقة على موقع الأمم المتحدة | الحالة في الشرق الأوسط |
| 922        | S/RES/922(1994) | نص الوثيقة على موقع الأمم المتحدة | الحالة في أنغولا |
| 923        | S/RES/923(1994) | نص الوثيقة على موقع الأمم المتحدة | الحالة في الصومال |
| 924        | S/RES/924(1994) | نص الوثيقة على موقع الأمم المتحدة | الحالة الجمهورية اليمنية |
| 925        | S/RES/925(1994) | نص الوثيقة على موقع الأمم المتحدة | الحالة المتعلقة برواندا |
| 926        | S/RES/926(1994) | نص الوثيقة على موقع الأمم المتحدة | الاتفاق الموقع في 4 نيسان/ابريل 1994 بين حكومتي تشاد والجماهيرية العربية الليبية بشأن الطرق                                                                          |
| 927        | S/RES/927(1994) | نص الوثيقة على موقع الأمم المتحدة | الحالة في قبرص |
| 928        | S/RES/928(1994) | نص الوثيقة على موقع الأمم المتحدة | الحالة المتعلقة برواندا |
| 929        | S/RES/929(1994) | نص الوثيقة على موقع الأمم المتحدة | الحالة المتعلقة برواندا |
| 930        | S/RES/930(1994) | نص الوثيقة على موقع الأمم المتحدة | مسألة جنوب أفريقيا |
| 931        | S/RES/931(1994) | نص الوثيقة على موقع الأمم المتحدة | الحالة في جمهورية اليمن |
| 932        | S/RES/932(1994) | نص الوثيقة على موقع الأمم المتحدة | الحالة في أنغولا |
| 933        | S/RES/933(1994) | نص الوثيقة على موقع الأمم المتحدة | المسألة المتعلقة بهايتي |
| 934        | S/RES/934(1994) | نص الوثيقة على موقع الأمم المتحدة | الحالة في جورجيا |
| 935        | S/RES/935(1994) | نص الوثيقة على موقع الأمم المتحدة | الحالة المتعلقة برواندا |
| 936        | S/RES/936(1994) | نص الوثيقة على موقع الأمم المتحدة | الحالة في جمهورية البوسنة والهرسك |
| 937        | S/RES/937(1994) | نص الوثيقة على موقع الأمم المتحدة | الحالة في جورجيا |
| 938        | S/RES/938(1994) | نص الوثيقة على موقع الأمم المتحدة | قوة الأمم المتحدة المؤقتة في لبنان |
| 939        | S/RES/939(1994) | نص الوثيقة على موقع الأمم المتحدة | الحالة في قبرص |
| 940        | S/RES/940(1994) | نص الوثيقة على موقع الأمم المتحدة | المسألة المتعلقة بهايتي |
| 941        | S/RES/941(1994) | نص الوثيقة على موقع الأمم المتحدة | الحالة في جمهورية البوسنة والهرسك |
| 942        | S/RES/942(1994) | نص الوثيقة على موقع الأمم المتحدة | الحالة في جمهورية البوسنة والهرسك |
| 943        | S/RES/943(1994) | نص الوثيقة على موقع الأمم المتحدة | الحالة في جمهورية البوسنة والهرسك |
| 944        | S/RES/944(1994) | نص الوثيقة على موقع الأمم المتحدة | المسألة المتعلقة بهايتي |
| 945        | S/RES/945(1994) | نص الوثيقة على موقع الأمم المتحدة | الحالة في أنغولا |
| 946        | S/RES/946(1994) | نص الوثيقة على موقع الأمم المتحدة | الحالة في الصومال |
| 947        | S/RES/947(1994) | نص الوثيقة على موقع الأمم المتحدة | قوة الأمم المتحدة للحماية |
| 948        | S/RES/948(1994) | نص الوثيقة على موقع الأمم المتحدة | المسألة المتعلقة بهايتي |
| 949        | S/RES/949(1994) | نص الوثيقة على موقع الأمم المتحدة | الحالة بين العراق والكويت |
| 950        | S/RES/950(1994) | نص الوثيقة على موقع الأمم المتحدة | الحالة في ليبيري |
| 951        | S/RES/951(1994) | نص الوثيقة على موقع الأمم المتحدة | تاريخ إجراء انتخاب لملء شاغر في محكمة العدل الدولية |
| 952        | S/RES/952(1994) | نص الوثيقة على موقع الأمم المتحدة | الحالة في أنغولا |
| 953        | S/RES/953(1994) | نص الوثيقة على موقع الأمم المتحدة | الحالة في الصومال |
| 954        | S/RES/954(1994) | نص الوثيقة على موقع الأمم المتحدة | الحالة في الصومال |
| 955        | S/RES/955(1994) | نص الوثيقة على موقع الأمم المتحدة | الحالة المتعلقة برواندا |
| 956        | S/RES/956(1994) | نص الوثيقة على موقع الأمم المتحدة | رسالة مؤرخة 2 تشرين الثاني/نوفمبر 1994 موجهة إلى رئيس مجلس الأمن من رئيس مجلس الوصاية                                                                                |
| 957        | S/RES/957(1994) | نص الوثيقة على موقع الأمم المتحدة | الحالة في موزامبيق |
| 958        | S/RES/958(1994) | نص الوثيقة على موقع الأمم المتحدة | الحالة السائدة في منطقة بيهاتش اللآمنة وفيما حوله |
| 959        | S/RES/959(1994) | نص الوثيقة على موقع الأمم المتحدة | الحالة في جمهورية البوسة والهرسك |
| 960        | S/RES/960(1994) | نص الوثيقة على موقع الأمم المتحدة | الحالة في موزامبيق |
| 961        | S/RES/961(1994) | نص الوثيقة على موقع الأمم المتحدة | أمريكا الوسطى : الجهود المبذولة من أجل السلام |
| 962        | S/RES/962(1994) | نص الوثيقة على موقع الأمم المتحدة | الحالة في الشرق الأوسط |
| 963        | S/RES/963(1994) | نص الوثيقة على موقع الأمم المتحدة | قبول أعضاء جدد |
| 964        | S/RES/964(1994) | نص الوثيقة على موقع الأمم المتحدة | الحالة المتعلقة بهايتي |
| 965        | S/RES/965(1994) | نص الوثيقة على موقع الأمم المتحدة | الحالة المتعلقة برواندا |
| 966        | S/RES/966(1994) | نص الوثيقة على موقع الأمم المتحدة | الحالة في أنغولا |
| 967        | S/RES/967(1994) | نص الوثيقة على موقع الأمم المتحدة | رسالة مؤرخة 14 كانون الأول ديسمبر 1994 موجهة إلى رئيس مجلس الأمن المنشأة عملا بالقرار 724 (1991) بشأن يوغوسلافيا                                                     |
| 968        | S/RES/968(1994) | نص الوثيقة على موقع الأمم المتحدة | الحالة في طاجيكستان وعلى الحدود الطاجيكية الأفغانية |
| 969        | S/RES/969(1994) | نص الوثيقة على موقع الأمم المتحدة | الحالة في قبرص |

## المرجع
1. ↑  "قرارات مجلس الأمن". الأمم المتحدة. مؤرشف من الأصل في 2019-02-04. اطلع عليه بتاريخ 22 شباط / فبراير 2017. {{استشهاد ويب}}: تحقق من التاريخ في: |تاريخ الوصول= (مساعدة)